# Tsjecho-Slowakije op de Olympische Winterspelen 1952
Tijdens de Olympische Winterspelen van 1952, die in Oslo (Noorwegen) werden gehouden, nam Tsjecho-Slowakije voor de zesde keer deel.

## Deelnemers en resultaten

### Langlaufen
| Olympiër                                                          | Discipline        | Resultaat | Prestatie                                        |
| ----------------------------------------------------------------- | ----------------- | --------- | ------------------------------------------------ |
| Vlastimil Melich                                                  | 18 km (m)         | 29e       | 1:10.09 (+8.35)                                  |
| Vladimír Šimůnek                                                  | 18 km (m)         | 47e       | 1:12.34 (+11.00)                                 |
| Štefan Kovalčík                                                   | 18 km (m)         | dnf       | opgave                                           |
| Jaroslav Cardal                                                   | 50 km (m)         | 14e       | 4:01.49 (+28.16)                                 |
| František Balvín                                                  | 50 km (m)         | 21e       | 4:21.19 (+47.46)                                 |
| Vladimír Šimůnek Štefan Kovalčík Vlastimil Melich Jaroslav Cardal | 4x10 km estafette | 8e        | 2:37.12 (+16.56) (38.59 / 39.50 / 40.24 / 37.59) |

### Noordse combinatie
| Olympiër         | Discipline | Resultaat | Prestatie                                                              |
| ---------------- | ---------- | --------- | ---------------------------------------------------------------------- |
| Vlastimil Melich | mannen     | 16e       | 390,82 punten schans: 179,0 (58,0+56,0+58,0 m) 18 km: 211,82 (1:10.09) |

### IJshockey
| Olympiër | Discipline | Resultaat | Prestatie |
| --- | ---------- | --------- | --- |
| Jan Richter Jozef Záhorský Slavomír Bartoň Miloslav Blažek Václav Bubník Vlastimil Bubník Miloslav Charouzd Bronislav Danda Karel Gut Vlastmil Hajšman Jan Lidral Miroslav Nový Miloslav Ošmera Zdeňek Pýcha Miroslav Rejman Oldřich Sedlák Jiří Sekyra | mannen     | 4e        | toernooi: 8 - 2 Tsjecho-Slowakije - Polen 6 - 0 Tsjecho-Slowakije - Noorwegen 6 - 1 Tsjecho-Slowakije - Duitsland 1 - 4 Tsjecho-Slowakije - Canada 11 - 2 Tsjecho-Slowakije - Finland 8 - 3 Tsjecho-Slowakije - Zwitserland 3 - 6 Tsjecho-Slowakije - Verenigde Staten 4 - 0 Tsjecho-Slowakije - Zweden beslissingswedstrijd bronzen medaille: 3 - 5 Tsjecho-Slowakije - Zweden |

Argentinië · Australië · België · Bulgarije · Canada · Chili · Denemarken · Duitsland · Finland · Frankrijk · Griekenland · Groot-Brittannië · Hongarije · IJsland · Italië · Japan · Joegoslavië · Libanon · Nederland · Nieuw-Zeeland · Noorwegen · Oostenrijk · Polen · Portugal · Roemenië · Spanje · Tsjecho-Slowakije · Verenigde Staten · Zweden · Zwitserland